# Trolebuses de Volgogrado

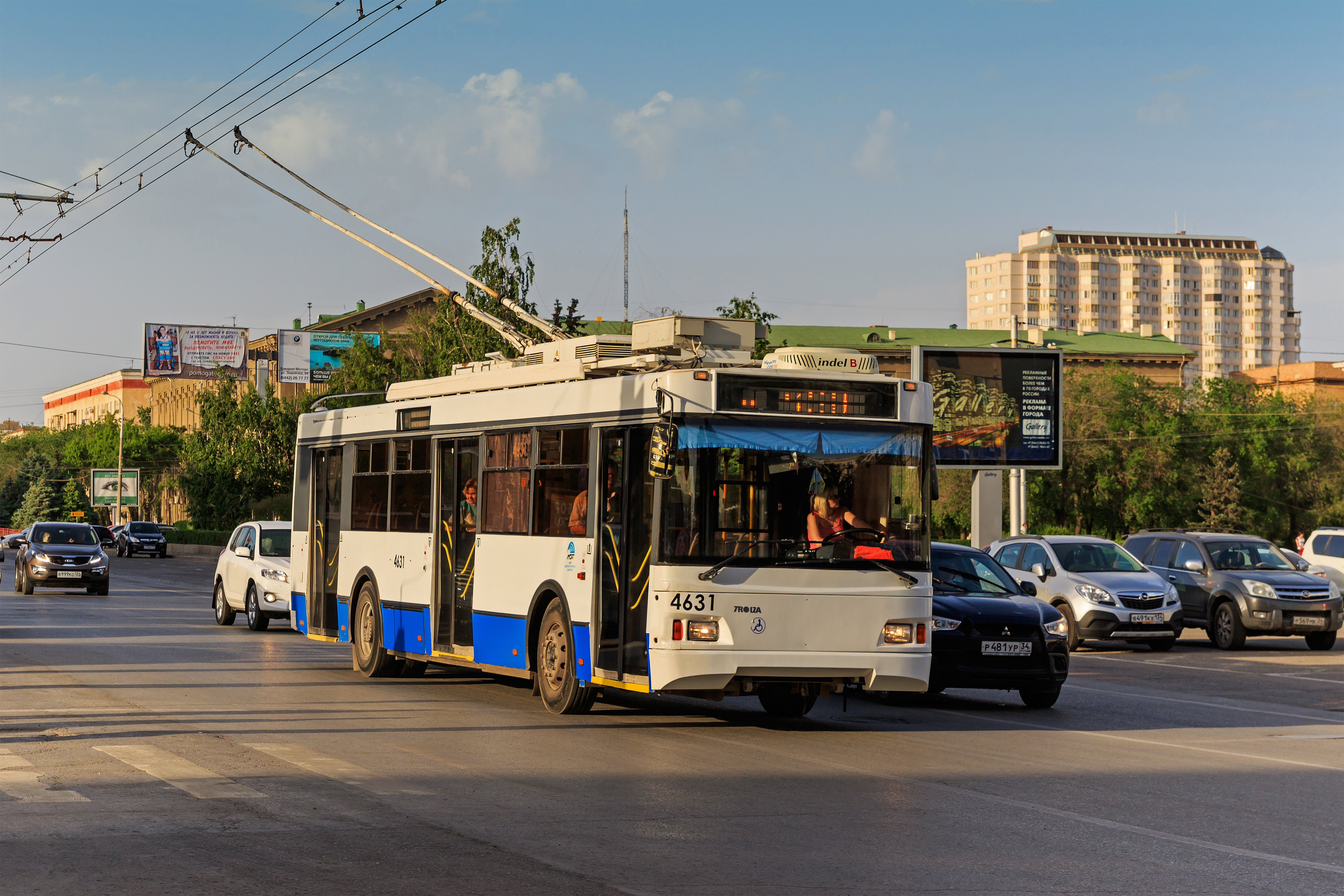
Trolebús de Volgogrado.

El trolebús de Volgogrado (del ruso: Волгоградский троллейбус) es el servicio de transporte público de trolebús que circula en la ciudad de Volgogrado, en el centro del óblast de Volgogrado, en Rusia desde el 31 de diciembre de 1960.
Está red de transportes se vio involucrada en uno de los ataques ocurridos el 30 de diciembre de 2013, cuando a las 08:23 (UTC+4) un trolebús ZiU-9 que conectaba un suburbio con el centro de Volgogrado fue perpetrado por un atacante suicida masculino que detonó un explosivo en la parte trasera del vehículo y dejó un saldo de 16 muertos (incluyendo al atacante) y 41 heridos (28 de gravedad).